# ФК Мец
ФК Мец (на френски: Football Club de Metz, на френски се произнася [mɛs], Мес) е френски футболен клуб от град Мец, Североизточна Франция.
Клубът е създаден през 1919 г., а през 1932 година става професионален и прекарва по-голямата част от историята си в Лига 1. От сезон 2012 – 13 се състезава в Шампионат национал, трето ниво на френската футболна лига. Играе своите домакински срещи на „Стад Мунисипал Сен-Семфориан“ (на френски: Stade Municipal Saint-Symphorien), който се намира в рамките на града и е общинска собственост.

## История
ФК Мец е основан през 1932 г. от сливането на два аматьорски клуба и е един от най-старите професионални футболни отбори във Франция. Приемник е на създадения през 1905 г. „SpVgg Metz club“, когато едноименният град е все още част от Германската империя.
След избухването на Първата световна война клубът прекратява своята дейност. Сегашното си име носи от 1932 г. през която се обединява с „Cercle Athlétique Messin“.

## Предишни имена
| Години      | Име                  |
| ----------- | -------------------- |
| 1919 – 1931 | „КА Месан“ CA Messin |
| 1933 – 1935 | „КС Мец“ CS Metz     |
| 1940 – 1943 | „АС Мец“ AS Metz     |
| 1943 –      | „ФК Мец“ FC Metz     |

## Участие в европейските клубни турнири
Клубът има изиграни 26 мача в клубните турнири, от които 6 победи, 7 равенства и 13 загуби. Най-доброто му постижение е 1/8 финал в турнира за Купата на УЕФА през 1997 година.

## Успехи
Национални:
- Лига 1:
  -  Вицешампион (9): 1997/98
- Лига 2:
  -  Шампион (3): 1991/92. 1934/35, 2006/07, 2018/19
- Купа на Франция:
  -  Носител (2): 1984, 1988
  -  Финалист (1): 1938
- Купа на френската лига:
  -  Носител (2): 1986, 1996
  -  Финалист (1): 1999

Международни:
- Купа на носителите на купи (КНК):
  - 1/8 финалист (1): 1984
- Купа на УЕФА:
  - 1/8 финалист (1): 1997
- Интертото:
  -  Финалист (1): 1999
- Купа на панаирните градове:
  - 1/4 финалист (1): 1965
- Алпийска купа:
  -  Финалист (2): 1979

Международни:
- Шампионат на Лотарингия (1920 – 2016):
  -  Шампион (1): 1920
- Гаулига Вестмарк (1941 – 1945):
  -  Вицешампион (3): 1942, 1943, 1944.[1]

Други:
- Лятна купа:
  -  Носител (1): 1986

## Бивши футболисти
- Альоша Асанович
- Лубош Кубик
- Хенрик Касперчак
- Франк Рибери
- Силвен Вилтор
- Патрик Батистон
- Робер Пирес
- Луи Саа
- Жан-Филип Кайе
- Бернар Лама
- Дидие Сикс
- Еманюел Адебайор
- Себастиан Басонг
- Жак Сонго'о
- Ригобер Сонг
- Жоб
- Патрик М'бома
- Фарид Мондрагон
- Папис Сисе
- Мамаду Нианг
- Миралем Пянич

## Български футболисти
- Пламен Марков: 1985/87 - (69 мача - 10 гола)
- Мартин Кавдански: 2005/07 - (27 мача - 0 гола) в Метц 2

## Бивши треньори
- Хенрик Касперчак